# Parc national de Matsalu
Le parc national de Matsalu (estonien : Matsalu rahvuspark) est situé à l'ouest de l'Estonie dans le comté de Lääne. Établi depuis 1957, il s'étend sur plus de 486,1 km² dans la baie de Matsalu : 224 km² sont terrestres, et 262 km² sont marins. Le parc comprend une grande variété d'habitats côtiers : bancs de roseaux, prairies humides, pâturages côtiers. Matsalu possède sept tours d'observation des oiseaux (Penijõe, Kloostri, Haeska, Suitsu, Jugasaare, Küdeva et Keemu) et trois sentiers de randonnée. 
Le parc est désigné site Ramsar depuis 1994 pour l'importance de ses zones humides.
Depuis 2003, le parc abrite le Festival International du Film sur la Nature de Matsalu (MAFF).

## Description
Le parc national de Matsalu couvre une superficie totale de 486,1 km2, englobant la baie de Matsalu ainsi que le delta de la rivière Kasari et ses environs (plaines inondables, prairies côtières, roselières, bois, prairies boisées), et la section de Väinameri autour de l'embouchure de la baie, qui comprend une cinquantaine d'îles. 224,3 km2 de l'aire protégée sont terrestres et 261,8 km2 sont aquatiques[réf. nécessaire].
La baie de Matsalu est peu profonde, saumâtre et riche en nutriments. La baie mesure 18 km de long et 6 km de large, mais elle a une profondeur moyenne de seulement 1,5 mètre et une profondeur maximale de 3,5 m. La salinité de l'eau est d'environ 0,7‰. La longueur du littoral de la baie est d'environ 165 km. Le rivage de la baie manque de hautes berges et est peuplé principalement de rives de galets, avec des roseaux boueux et envahis par la partie abritée la plus intérieure de la baie[réf. nécessaire].
La rivière Kasari est la plus grande de plusieurs rivières qui se jettent dans la baie de Matsalu. Le delta de la rivière Kasari n'est pas dans son état naturel en raison du dragage entre 1930 et 1960. La prairie alluviale du delta (40 km²), dont la plupart est activement gérée, est l'une des plus grandes prairies humides ouvertes d'Europe. Les roseaux et les joncs entourant le chenal principal s'étendent vers l'ouest jusqu'à 100 m chaque année[réf. nécessaire].
L'afflux annuel dans la baie de Matsalu de la rivière Kasari dépasse le volume de la baie elle-même d'environ huit fois. La variation saisonnière moyenne de la rivière Kasari dépasse 1,7 mètre[réf. nécessaire].
Les rivières transportent de grandes quantités de sédiments riches en nutriments dans la baie à partir d'un bassin de drainage de plus de 3 500 km². Les sédiments se déposent dans les estuaires des rivières, ce qui permet aux roselières de s'étendre en direction de la mer.

## Histoire
La recherche scientifique à Matsalu commence vers 1870, lorsque Valerian Russow, conservateur du musée d'histoire naturelle de l'université de Tartu, donne un bref aperçu des oiseaux près de la baie de Matsalu. Entre 1928 et 1936, Eerik Kumari (en) fait des recherches sur les oiseaux de Matsalu et suggère la création d'une zone de protection des oiseaux. En 1939, certaines parties de la baie (Virtsu-Puhtu) sont protégées pour leur boue utilisée dans les bains de boue[réf. nécessaire].
La recherche à Matsalu est devenue régulière en 1945, lorsque l'Institut de botanique et de zoologie de l'Académie estonienne des sciences établit une base de recherche à Penijõe (en). La réserve naturelle (zapovednik) de Matsalu est fondée en 1957, principalement pour protéger les oiseaux nicheurs et migrateurs. Les premiers travailleurs permanents (administrateurs et scientifiques) commencent en 1958 et la base de recherche de Penijõe devient le centre administratif de la réserve naturelle nouvellement créée. Le Centre estonien de baguage des oiseaux (Rõngastuskeskus), qui coordonne le baguage des oiseaux en Estonie, se situe également à Penijõe. 
Le parc est désigné site Ramsar le 29 mars 1994 pour l'importance de ses zones humides.
Depuis 2003, le parc abrite le Festival International du Film sur la Nature de Matsalu (MAFF).
Le Diplôme européen des espaces protégés a été décerné à la réserve naturelle de Matsalu en 2003 par le Conseil de l'Europe, en reconnaissance du succès du parc à préserver la diversité de ses habitats et sa biodiversité. Matsalu est la seule réserve naturelle en Estonie à détenir le diplôme européen. Le diplôme a été prolongé de cinq ans en 2008. 
En 2004, la réserve naturelle de Matsalu, avec les zones environnantes, est devenue le parc national de Matsalu[réf. nécessaire]. 

## Biodiversité

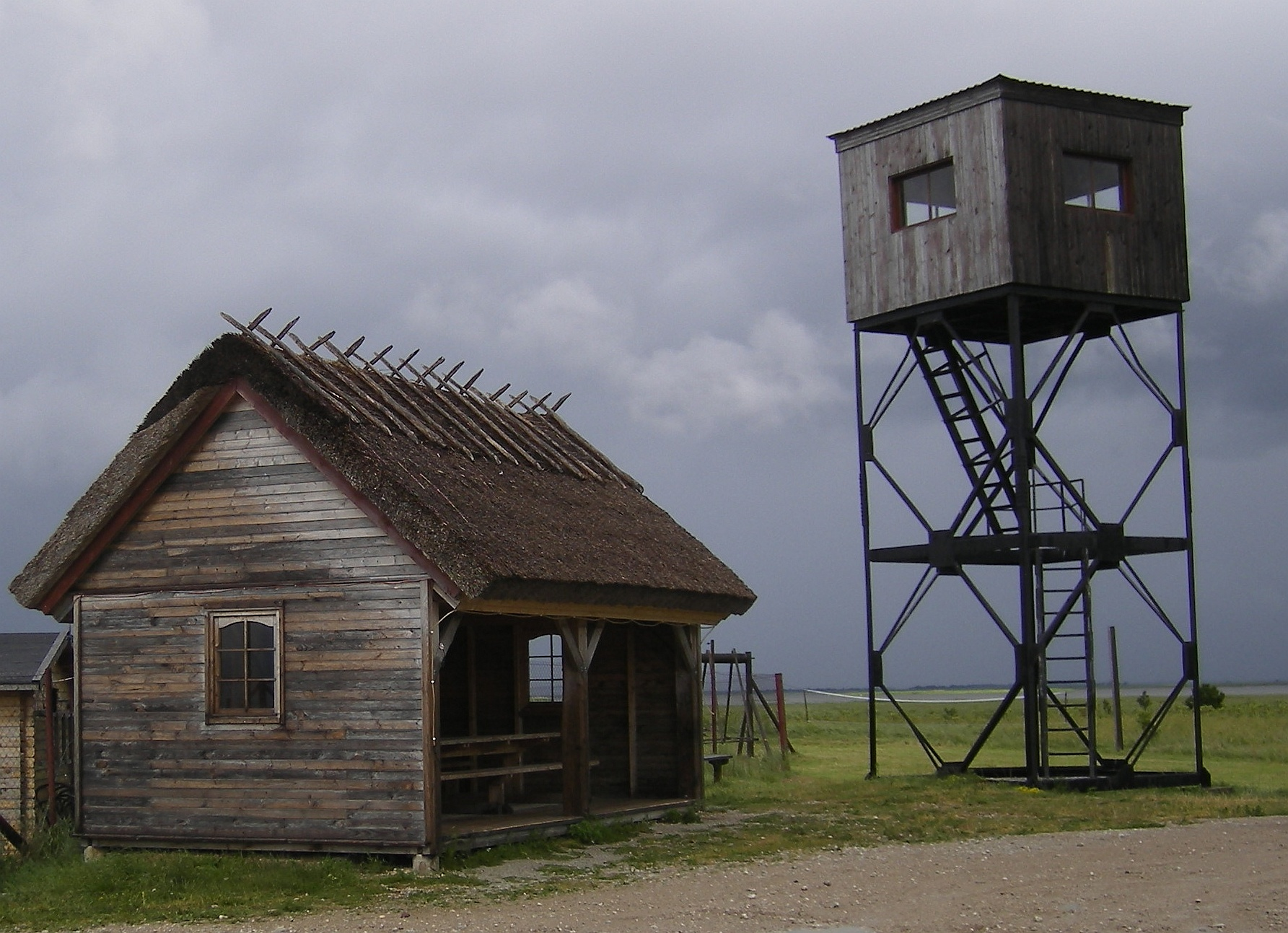
Tour d'observation ornithologique « Keemu ».

Un total de 282 espèces d'oiseaux a été enregistré à Matsalu, dont 175 nicheuses et 33 migratrices. 49 espèces de poissons et 47 espèces de mammifères sont enregistrées dans la zone de la réserve naturelle, ainsi que 772 espèces de plantes vasculaires, dont une vingtaine d'orchidées.
Chaque printemps, plus de deux millions d'oiseaux aquatiques passent à Matsalu, dont 10 000 à 20 000 cygnes de Bewick, 10 000 fuligules milouinan, des garrots à œil d'or, des fuligules morillons, des harles bièvres entre autres. Une colonie comptant jusqu'à 20 000 bernaches nonnettes, plus de 10 000 oies cendrées et des milliers de limicoles s'arrêtent sur les pâturages côtiers durant le printemps. Les oiseaux de passage les plus nombreux (environ 1,6 million) sont les hareldes kakawis. Environ 35 000 à 40 000 canards se nourrissent dans les roselières au printemps. En automne, environ 300 000 oiseaux aquatiques migrateurs passent à Matsalu. La zone humide est la plus grande halte d'automne de grues cendrées en Europe. Le nombre le plus élevé de grues enregistrées dans le parc a été de 21 000.

## Galerie

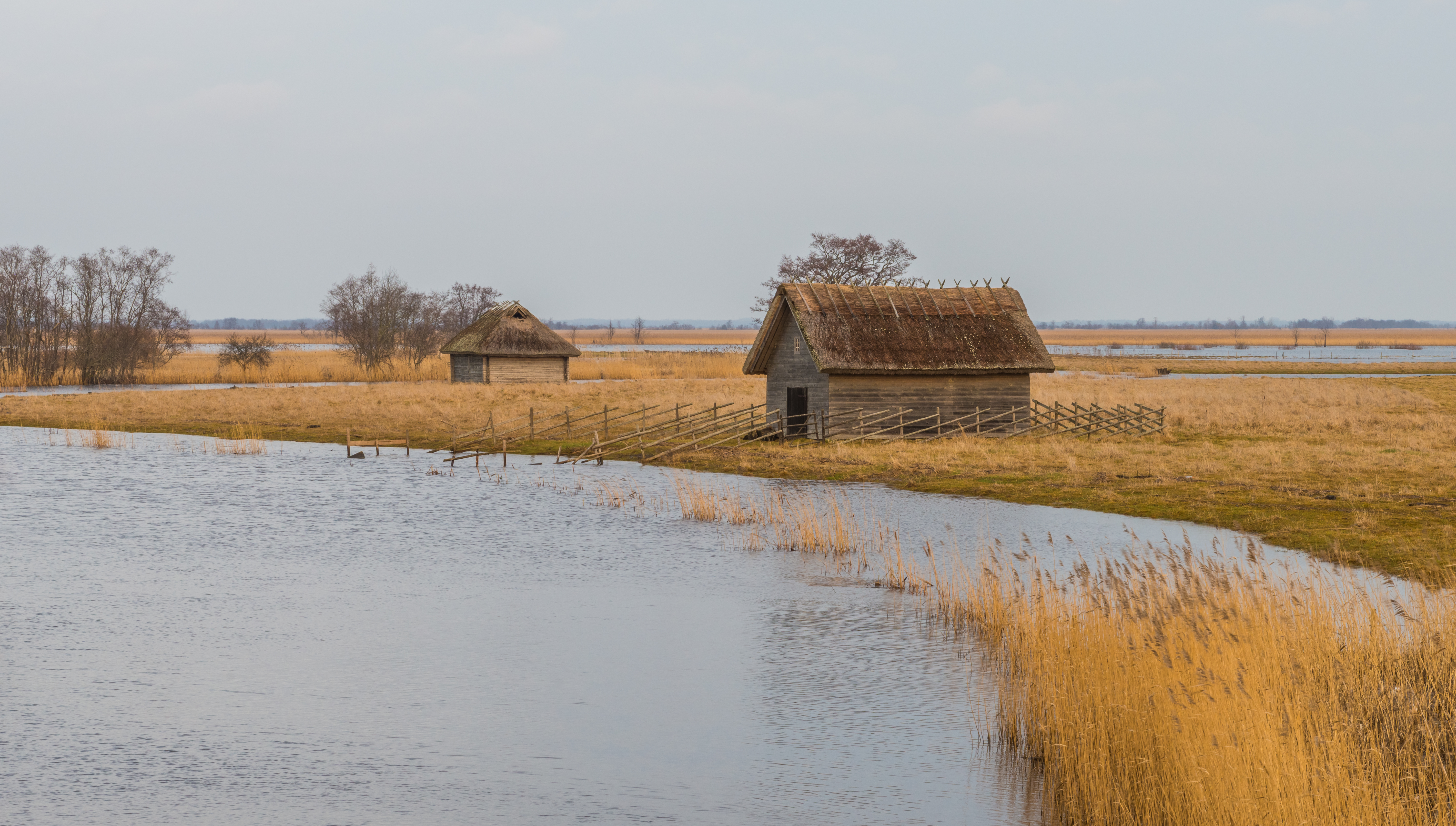
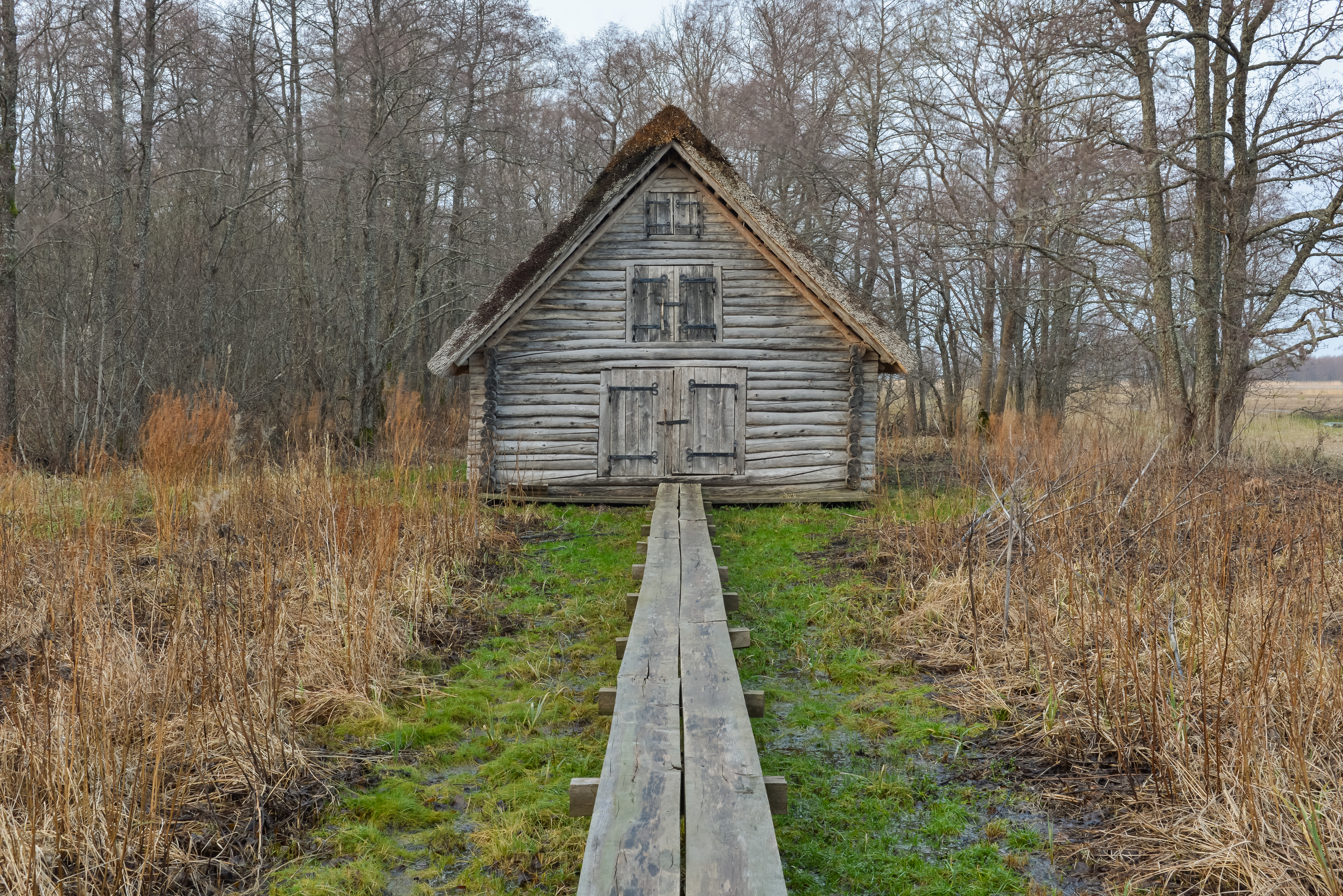
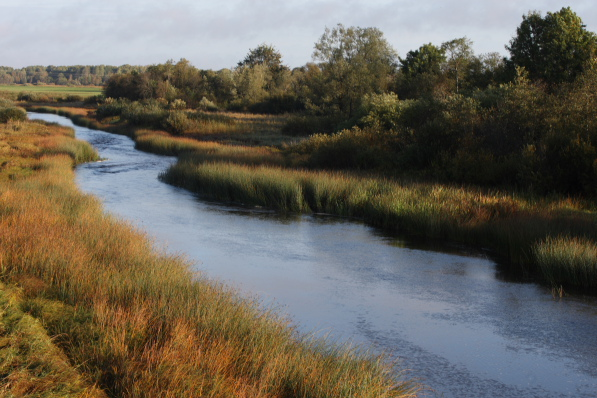
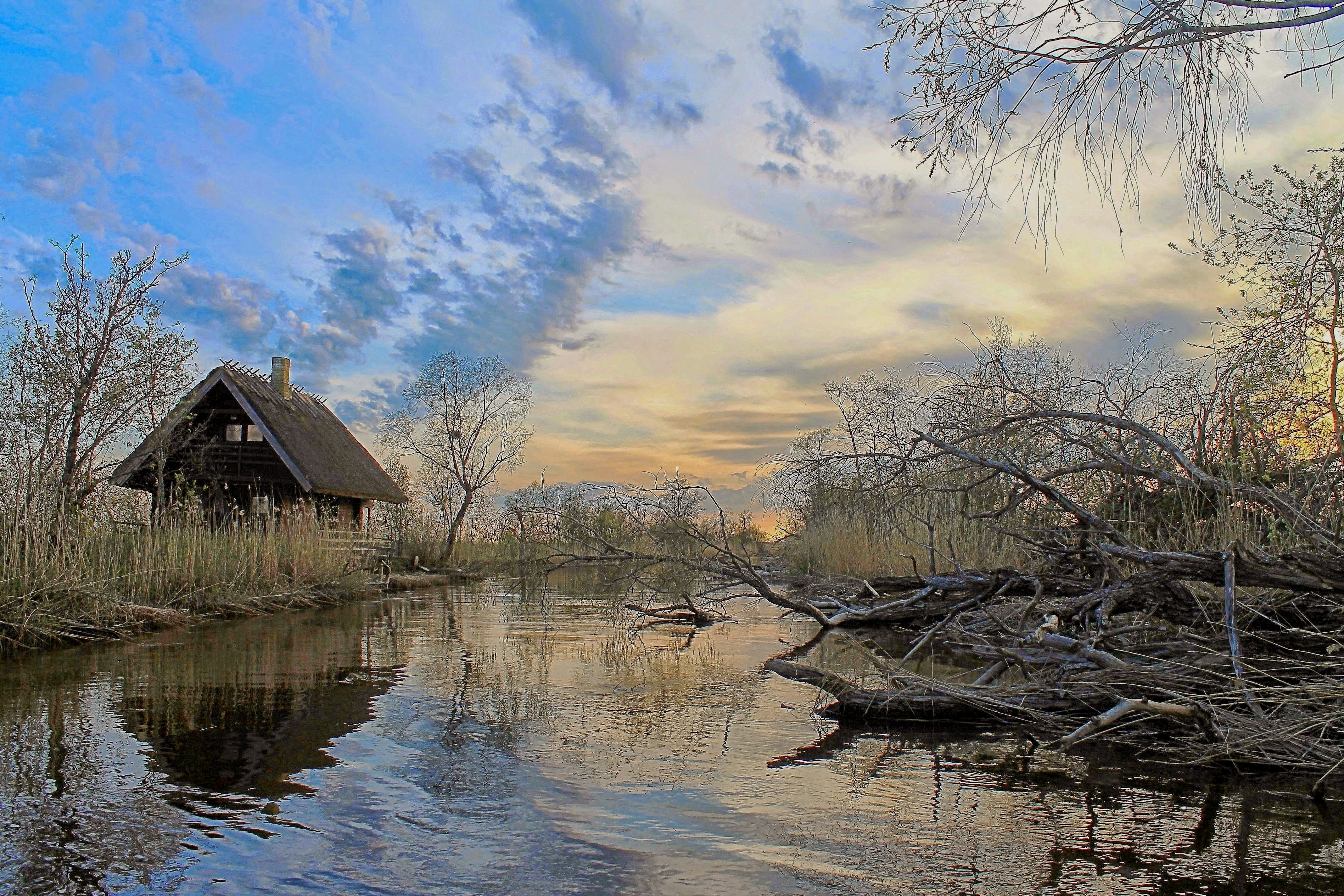
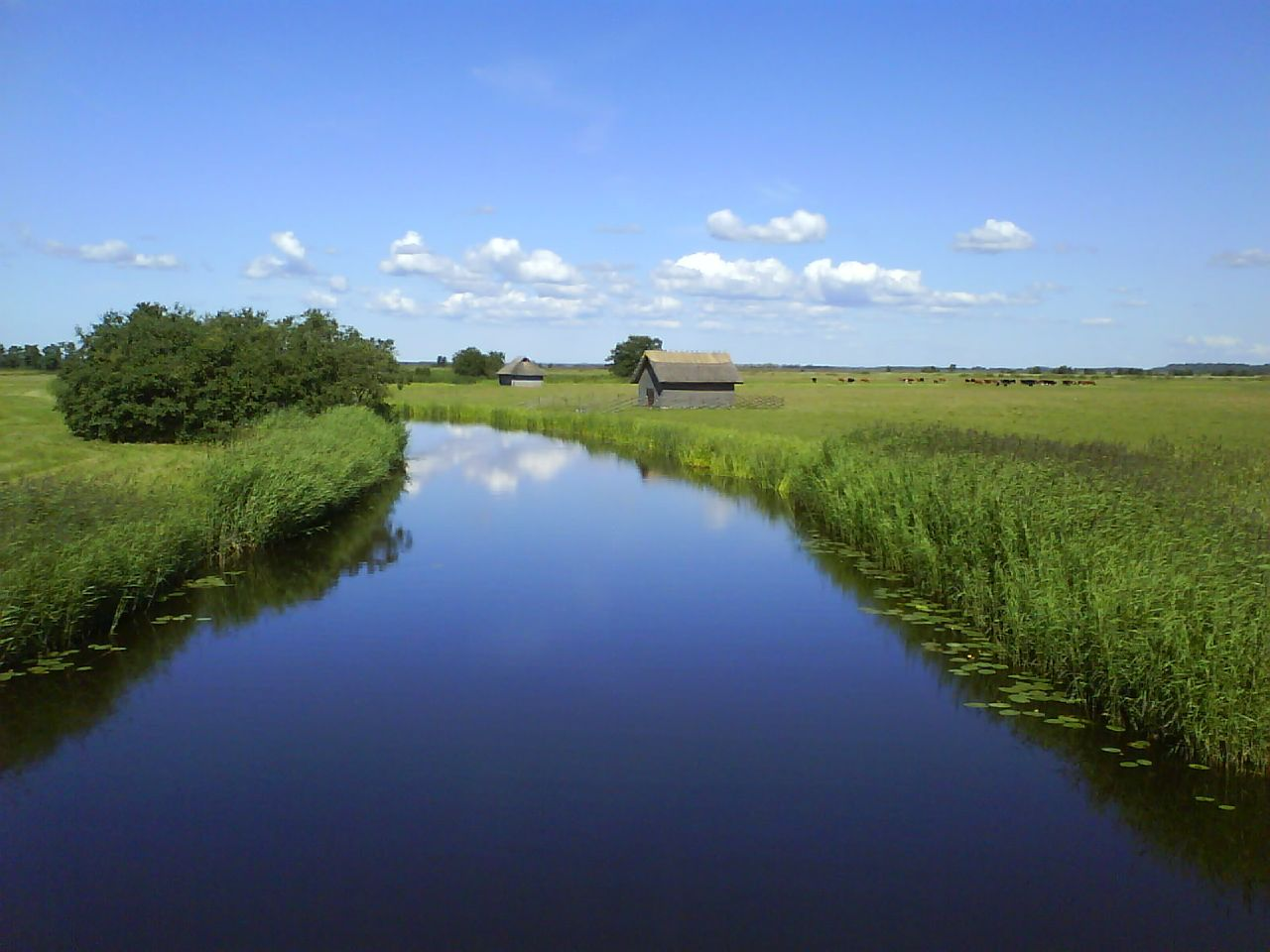
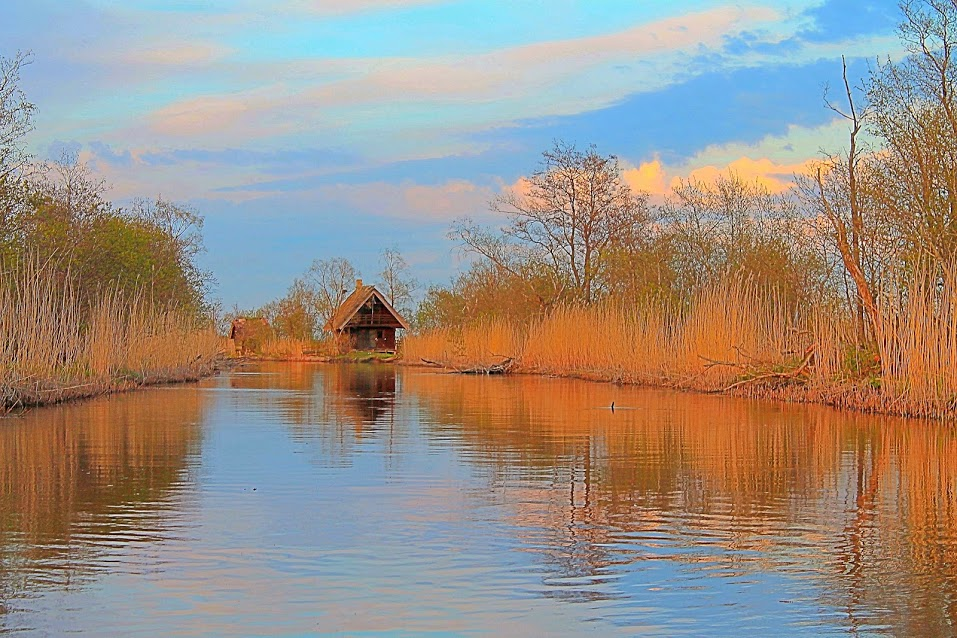